# CGTNアラビア語
CGTNアラビア語（シージー ティーエヌ、アラビア語: سي جي تي أن العربية、英語: CGTN-العربية、簡体字中国語: 中国环球电视网阿拉伯语频道）は中華人民共和国の国営テレビ局中国中央電視台の中国国際電視台のアラビア語による国際ニュース放送チャンネルである。24時間放送を行なっている。かつては「CCTV-العربية」として知られていた。

## 沿革
2009年7月25日に放送を開始。中国の視点によってニュースと情報を世界の視聴者に放送している。
2016年12月31日、「CCTV-العربية」が「CGTN العربية」に改名された。中国・北京を始め、アメリカ・ワシントンとイギリス・ロンドン、ケニア・ナイロビに制作拠点を持っている。
2021年2月4日、イギリスの情報通信庁は事実上の編集権を握っている制作会社が中国共産党の支配下にあり、政治団体が運営する会社は放送免許を持つことを禁止している放送法に抵触しているとして、イギリス国内におけるCGTNの放送免許を取り消すことを発表した。ドイツでは英免許に基づきCGTNが放送されていたが、英国も加盟する放送に関する欧州の協定では免許が他国にも適用されるため、CGTNは域内全域で放送停止を迫られる可能性がある。

## 日本での視聴方法
- インターネット放送で視聴可能（リアルタイム）

なおインターネット放送はインターネット回線を使用しているため、30秒～1分程度のタイムラグがある。また回線の状況によっては映像が乱れたり表示されないことがある